# La Fierté des nôtres
Albums de Rohff
10 ans d'avance (1994 à 2004)
(2004) Au-delà de mes limites
(2005)
Singles
1. 94
Sortie : 2004
2. Le son qui tue
Sortie : 2004
3. Zone internationale
Sortie : 2005
4. Charisme
Sortie : 2005
5. Ça fait plaisir
Sortie : 2005

La fierté des nôtres est le troisième album studio du rappeur français Rohff, sorti le 21 juin 2004 sur les labels Hostile Records et Delabel (EMI).

## Autour de l'album
Il s'agit du premier double album du rap français par un artiste en solo. Alternant morceaux hardcore, egotrips et titres plus accessibles au grand public, il a obtenu un très grand succès, tant critique que commercial. Sur la pochette, Rohff, géant, est assis sur l'Arc de triomphe.

## Clips vidéos
- 2004 : 94 (Clip Réalisé Par OCM) [Clip Officiel]
- 2004 : Le son qui tue feat. Natty [Clip Officiel]
- 2005 : Zone internationale feat. Roldan G. Rivero (Orishas) [Clip Officiel]

## Liste des pistes
Disque 1
| 1.    | Intro - La fierté des nôtres                    | J.R. Rotem           | 03:31 |
| 2.    | Nouveau rap                                     | Admiral John         | 03:52 |
| 3.    | Le milieu                                       | Sayd des Mureaux     | 04:12 |
| 4.    | La vie continue                                 | Doltz, Reego         | 05:08 |
| 5.    | Ça fait plaisir (feat. Intouchable)             | J.R. Rotem           | 04:22 |
| 6.    | Dur d'être peace (feat. Janice & Koffi Olomide) | DJ Khalil            | 03:53 |
| 7.    | Pleure pas                                      | Sayd des Mureaux     | 05:17 |
| 8.    | Pétrole (feat. Kayna Samet)                     | J.R. Rotem           | 04:31 |
| 9.    | Trop d'énergie (feat. Mohamed Lamine)           | Big Nas              | 04:10 |
| 10.   | Message à la racaille                           | Sayd des Mureaux     | 07:25 |
| 11.   | Le cœur d'un homme                              | Sayd des Mureaux     | 04:11 |
| 12.   | Souvenirs                                       | Sayd des Mureaux     | 06:12 |
| 13.   | Charisme (feat. Wallen)                         | J.R. Rotem           | 04:16 |
| 14.   | Le son qui tue (feat. Natty)                    | Don Silver           | 03:45 |
| 15.   | Le son de la hagra (feat. Expression Direkt)    | Wadson/Kore et Skalp | 05:50 |
| 16.   | Mal-aimé (feat. Kery James)                     | Jarod                | 04:37 |
| 75:18 |                                                 |                      |       |

Disque 2
| 1.    | Fils à pap                                             | Sayd des Mureaux | 04:24 |
| 2.    | T'es pas comme moi                                     | Don Silver       | 04:03 |
| 3.    | Bling Bling (feat. Admiral T)                          | J.R. Rotem       | 03:57 |
| 4.    | Apparences trompeuses                                  | J.R. Rotem       | 04:11 |
| 5.    | Sincère                                                | Don Silver       | 04:27 |
| 6.    | Toujours ton enfant                                    | Sayd des Mureaux | 04:56 |
| 7.    | Fiston (feat. J-Mi Sissoko)                            | Sayd des Mureaux | 04:37 |
| 8.    | Pervertie                                              | Sayd des Mureaux | 05:09 |
| 9.    | Bollywood style                                        | Don Silver       | 04:13 |
| 10.   | Zone internationale (feat. Roldán G. Rivero (Orishas)) | Big Nas          | 05:16 |
| 11.   | 94                                                     | Mr. Porter       | 05:57 |
| 12.   | Le mot d'ordre                                         | Sayd des Mureaux | 05:36 |
| 13.   | Code 187 (feat. Kamelancien, Alibi Montana et Sefyu)   | Don Silver       | 06:14 |
| 14.   | Outro - J'rappe mieux que toi                          | Fred Le Magicien | 06:01 |
| 63:07 |                                                        |                  |       |

## Samples
- Le son qui tue : Hum Pyar Karne Wale[1] de Udit Narayan & Anuradha Paudwal sur la bande originale de Dil
- Le son de la hagra : Hail Mary de 2Pac sur l'album The Don Killuminati : The 7 Day Theory
- Sincère : Let's_All_Chant de Michael Zager Band

## Réception

### Classements
| Classement (2004)            | Meilleure position |
| ---------------------------- | ------------------ |
| France (SNEP)                | 5                  |
| Belgique (Wallonie Ultratop) | 27                 |
| Suisse (Schweizer Hitparade) | 37                 |

### Certifications et ventes
| Région        | Certification | Ventes/Streams |
| ------------- | ------------- | -------------- |
| France (SNEP) | 2 × Or        | 300 000        |